# Steinbrech-Fingerkraut
Das Steinbrech-Fingerkraut (Potentilla saxifraga) ist eine Pflanzenart aus der Gattung der Fingerkräuter (Potentilla) in der Familie der  Rosengewächse (Rosaceae).

## Beschreibung

### Vegetative Merkmale
Das Steinbrech-Fingerkraut ist eine ausdauernde krautige Pflanze. Der „Wurzelstock“ ist holzig und etwas verzweigt. Sie wächst polsterbildend. Der 15 bis 20, selten bis 30 Zentimeter hohe Stängel ragt aus der basalen Blattrosette heraus und ist reichlich drüsig sowie dicht anliegend behaart. Die Laubblätter sind drei- oder fünfzählig gefingert. Die lederig derben Blättchen haben an der Spitze drei ungleiche Zähne und sind oberseits grün, unterseits weiß-silbrig behaart. Ihr Rand ist herabgebogen und nicht gewimpert.

### Generative Merkmale
Die Blütezeit reicht von Mai bis Juni. Das Steinbrech-Fingerkraut ist fünf- bis zwölfblütig. Die zwittrigen Blüten sind radiärsymmetrisch. Der Außenkelch ist kürzer als die Kelchzähne. Die Kronblätter überragen den Kelch deutlich. Die freien Kronblätter sind weiß. Die Staubfäden sind kahl. Die Griffel sind bleibend, mindestens ihre untere Hälfte ist behaart. Die Früchtchen sind lang behaart.

## Ökologie
Beim Steinbrech-Fingerkraut handelt es sich um eine Halbrosettenpflanze.

## Vorkommen
Das Steinbrech-Fingerkraut kommt in den französischen und italienischen Seealpen vor. Es wächst in Felsspalten in Höhenlagen nicht unter 900 Metern. Das Steinbrech-Fingerkraut ist kalkliebend.

## Belege
- Xaver Finkenzeller, Jürke Grau: Alpenblumen (Steinbachs Naturführer). Mosaik Verlag GmbH, München 1996, ISBN 3-576-10558-1.